# 木村迪夫
木村 迪夫（きむら みちお、1935年10月9日 - ）は、日本の農民詩人、文筆家。エッセイスト。ジャーナリスト。
詩誌「山形詩人」代表。農民文学会、現代詩人会会員。

## 経歴
山形県上山市牧野生まれ。本名・廸男。5人兄弟の長男として生まれ、父を小学校4年の時、戦争によって失った。
山形県立上山農業高等学校（後の山形県立上山明新館高等学校）定時制課程卒業。山びこ学校出身の佐藤藤三郎は同級生。高校時代から詩を書き始め、文化祭で登壇した農民詩人の真壁仁による宮沢賢治をテーマにした講演に感銘を受け、卒業式の日、真壁を訪ねて「詩を書き続ける」と誓った。1957年には真壁が創刊した同人誌『地下水』に参加する。
卒業と同時にサクランボの自営農に従事。20代では青年団活動の中心メンバーとして多くの社会運動に参加するが、農業のみでの自活は苦しく、農閑期には静岡のミカン畑、東京の工事現場へと出稼ぎに出た。1971年、コメ減反政策推進を機に廃棄物処理業との兼業農家に転身する。処理業のため購入した中古の2トントラックには「人民服務号」の文字塗装を施した。
その後、小川紳介監督のドキュメンタリー映画である『牧野村物語』に関わり、また原村政樹監督の長編記録映画『無音の叫び声　農民詩人・木村迪夫の牧野物語』も製作された。同作は第31回農業ジャーナリスト賞を受賞。
山形を拠点に長年活動し続けてきた農民詩人として、思想性の高い詩集を発表。農業と廃棄物処理業の経験をもとにした社会批判的なエッセイやルポルタージュも書く。上山市教育委員会教育委員、社会教育委員も務めた。

## 賞歴
- 1970年 - 上山市芸術文化功労賞。
- 1979年 - 山形県詩賞。
- 1986年 - 『詩信・村の幻へ』で第30回農民文学賞。
- 1991年 - 山形県芸術文化会議賞。
- 1992年 - 『まぎれ野の』で第32回晩翠賞。
- 1993年 - 真壁仁・野の文化賞。
- 2000年 - 斎藤茂吉文化賞。
- 2003年 - 『いろはにほへとちりぬるを』で第21回現代詩人賞。
- 2009年 - 『光る朝』で第16回丸山薫賞。
- 2012年 - 『飛ぶ男』で第20回萩原朔太郎賞候補。
- 2016年 - 山新3P賞・平和賞受賞[8]。
- 2017年 - 日本現代詩人会から先達詩人として選出、顕彰される[9]。
- 2023年 - 日本現代詩人会の名誉会員に推挙。

## 著書
- 『ゴミ屋の記 農民のみる消費と破壊』 たいまつ新書、1976年。
- 『わが八月十五日 木村迪夫詩集』 たいまつ社、1978年。
- 『喪牛記 木村迪夫詩集』 鳥影社、1982年。ISBN 4924701157
- 『減反騒動記 むらに生きる』 樹心社、1985年。ISBN 4795224196
- 『地郷 木村迪夫詩集』 鳥影社、1985年。ISBN 4886290213
- 『まぎれ野の』 書肆山田、1990年。
- 『収集車「人民服務号」 農民のみる消費と環境破壊』 社会思想社 現代教養文庫、1993年。 ISBN 4390114581
- 『木村迪夫詩集』 土曜美術社出版販売 日本現代詩文庫、1995年。ISBN 4812005590
- 『マギノ村・夢日記』 書肆山田 1995年。ISBN 4879953687
- 『いろはにほへとちりぬるを』 書肆山田、2002年。ISBN 4879955531
- 『百姓がまん記』 新宿書房、2002年。ISBN 4880082805
- 『光る朝』 書肆山田、2008年。ISBN 487995750X
- 『山形の村に赤い鳥が飛んできた 小川紳介プロダクションとの25年』 七つ森書館、2010年。ISBN 4822810097
- 『飛ぶ男』 書肆山田、2012年。ISBN 4879958492
- 『村への道』書肆山田、2017年。ISBN  4879959510

### 編纂
- 『講座日本農民 5 農民と都市住民』編 たいまつ社、1978年。